# HMD Aura
HMD Aura — бюджетний Android-смартфон фінської компанії HMD Global. HMD Aura був випущений у 2024 році.

## Дизайн
Знизу розташовані мікрофон, гвинти, роз'єм USB Type-C та динамік, зверху — 3,5 мм аудіороз'єм, зліва — лоток зі слотами під одну або для дві SIM-картки і карту пам'яті, а справа — гойдалка регулювання гучності та кнопка блокування. Ззаду розміщена  основна камера з LED-спалахом та логотип HMD.
HMD Aura доступний в 2 кольорах: зеленому та чорному.

## Технічні характеристики

### Апаратне забезпечення
Пристрої отримали систему на кристалі початкового рівня Unisoc SC9863A1. HMD Aura має 64 або 128 ГБ постійної пам'яті та 4 ГБ оперативної пам'яті.
Батарея отримала об'єм 5000 мА·год. Також Aura має підтримку швидкого заряджання потужністю до 10 Вт.
Смартфони мають 6,56-дюймовий дисплей типу IPS LCD з роздільною здатністю HD+ (1612 × 720), щільністю пікселів 268 ppi, співвідношенням сторін 20:9, частотою оновлення 60 Гц та передньою камерою у виді каплі, розташованоі зверху в центрі.
Всі три моделі оснащені подвійною основною камерою. В базової моделі вона складається з ширококутного об'єктива на 13 Мп і допоміжного об'єктива, в +-моделі — з ширококутного об'єктива на 50 Мп і допоміжного об'єктива, а в Pro-моделі —з ширококутного об'єктива на 50 Мп і сенсора глибини на 2 Мп. У всіх моделей ширококутний об'єктив має автофокус. Також HMD Pulse та Pulse+ отримали передню камеру на 8 Мп, а HMD Pulse Pro — на 50 Мп. Основна та передня камери всіх моделей вміють записувати відео в роздільній здатності 1080p@30fps.